# گابریل اندروز
 گابریل اندروز (انگلیسی: Gabrielle Andrews؛ زاده ۲۳ دسامبر ۱۹۹۶) یک تنیس‌باز اهل ایالات متحده آمریکا است.